# A Mística Feminina

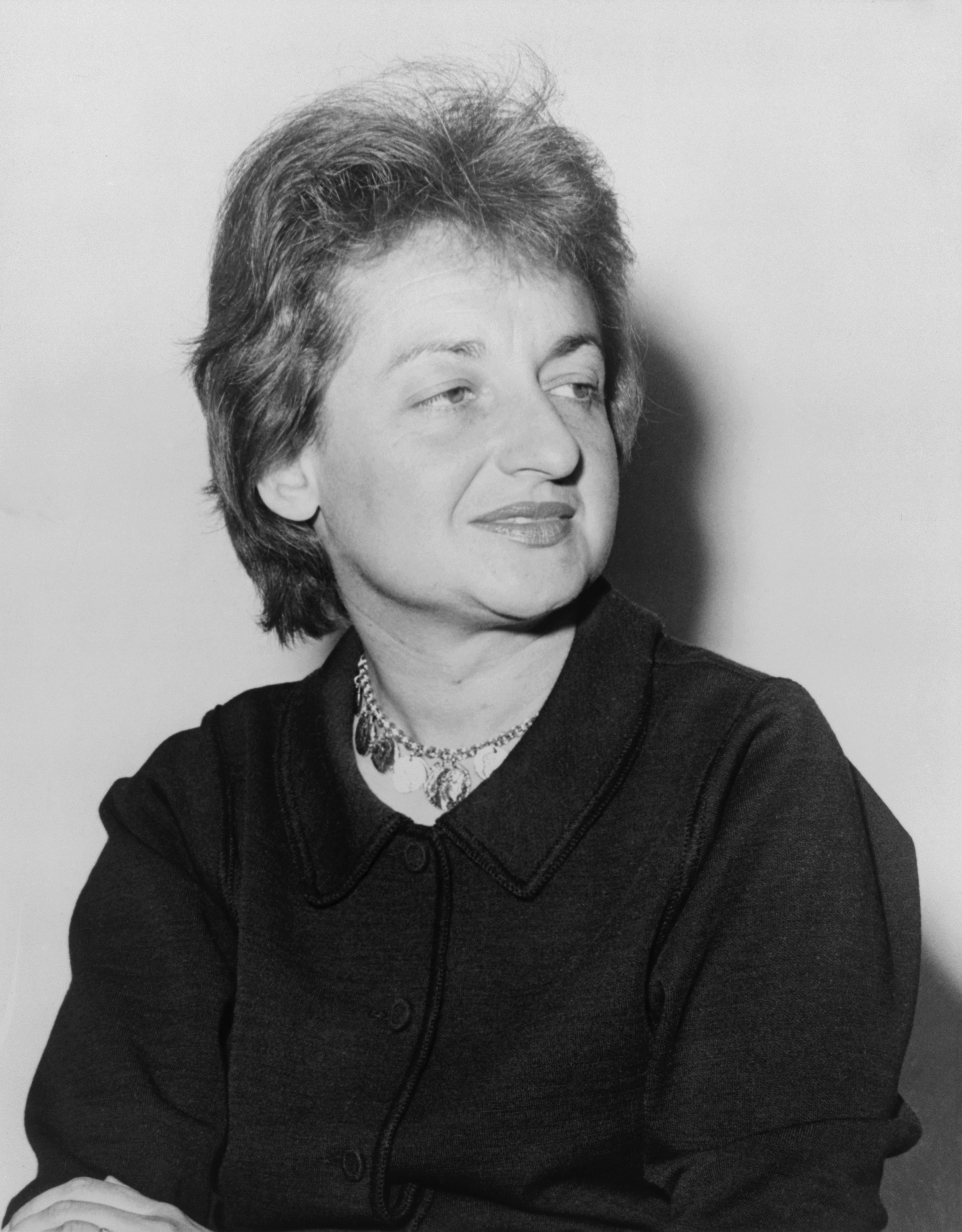
Betty Friedan, autora do livro

A Mística Feminina (em inglês: The feminine mystique) é um livro da autoria de Betty Friedan e publicado em 1963, tornando-se num dos mais importantes livros do século XX.

## Sobre o livro
O livro foi resultado de anos de pesquisa da autora, que entrevistou mulheres que seguiam os preceitos dos anos 1940 e 1950 (nos quais as atividades femininas ficaram restritas à atuação como donas-de-casa), quanto empresários, médicos e publicitários.
A ideia central do livro está na observação de que a mulher foi mistificada após a Crise de 1929 e mobilização para a Segunda Guerra Mundial, sendo considerada fundamentalmente como mãe e esposa zelosa. Assim, a educação da menina desde a infância não a estimulava a ser independente, mas a desenvolver habilidades apenas para se casar e viver em função dos filhos e do marido. Com o passar dos anos, a mulher se sentia frustrada e desenvolvia diversos distúrbios psicológicos que oscilavam da depressão ao consumismo.
Como no período pós-Segunda Guerra foi também a solidificação do progresso estadunidense e do "american way of life", foi possível concluir que a frustração feminina de apenas viver para os outros era canalizada para aumentar o consumo desse período. Dessa forma, as desigualdades de tratamento entre mulheres e homens eram usadas para justificar uma obrigatória dedicação ao lar que era compensada pelo estímulo à economia da época através do incremento das frustrações e opressão femininas no âmbito doméstico.

## Capítulos do livro
1. O problema sem nome
2. A heroína doméstica
3. A crise de identidade da mulher
4. A vibrante jornada
5. O solipsismo sexual de Sigmund Freud
6. O congelamento funcional - o protesto feminino e Margaret Mead
7. A educação orientada para o sexo
8. A escolha errônea
9. Sexo e comércio
10. Expande-se a função doméstica para preencher tempo livre
11. Em busca do sexo
12. Crescente desumanização: um confortável campo de concentração
13. A personalidade desperdiçada
14. Um novo plano de vida para a mulher